# Tobias Lergard
Tobias Lergard, né le 16 juillet 1980 à Uppsala,  est un coureur cycliste suédois.

## Palmarès
- 1998
  -  Champion de Suède sur route juniors
  - 2e du championnat des Pays nordiques du contre-la-montre juniors
- 1999
  -  Champion de Suède de relais par équipes (avec Petter Renäng et Rikard Karlsson)
- 2000
  -  Champion de Suède du contre-la-montre par équipes (avec Petter Renäng et Stefan Adamsson)
  - 6e étape du Tour de Bulgarie
- 2001
  - 4e étape du Tour de Tarragone
  - 3e du championnat de Suède du contre-la-montre
  - 3e du championnat de Suède sur route
  - 3e du Grand Prix Bradlo
- 2002
  - Skandisloppet
  - 2e de la Scandinavian Open Road Race
- 2003
  -  Champion de Suède du contre-la-montre par équipes (avec Jonas Olsson et Thomas Lövkvist)
  - 2e de la FBD Milk Rás